# میکائل آتابکیان
میکائل آتابکیان (ارمنی: Միքաել Աթաբեկյան) سیاستمدار اهل ارمنستان است که از تاریخ ۴ نوامبر ۱۹۱۸ تا تاریخ ۴ دسامبر ۱۹۱۸ در کابینه هوهانس کاچازنونی سمت وزارت روشنگری (وزارت آموزش عمومی و هنر) نخستین جمهوری ارمنستان را برعهده داشت.